# Фиссум
Фиссум (нем. Vissum) — община в Германии, в земле Саксония-Анхальт. 
Входит в состав района Зальцведель. Подчиняется управлению Зальцведель-Ланд.  Население составляет 252 человека (на 31 декабря 2006 года). Занимает площадь 12,33 км².